# 1999 (album)
A 1999 Prince ötödik nagylemeze, amely 1982. október 27-én jelent meg. Ez az album hozta meg Prince számára az áttörést és az első Top 10-es lemeze volt a Billboard 200-on (a 9. helyig jutott), és 1983 harmadik legeladottabb albuma lett. Az "1999" volt az első, az Egyesült Államokon kívül is sikeres kislemeze.
1999 márciusában platina minősítést kapott az Amerikai Hanglemezgyártók Szövetségétől. Prince 2016-os halála után újra megjelent a Billboard 200-on és hetedik helyig jutott, amivel a 33 évvel korábbi teljesítményét megelőzte. Az album újradolgozott verziója 2019-ben jelent meg.
Ez az első album, amelyen közreműködött a The Revolution együttesével. 2003-ban a VH1 Minden idők legjobb albumainak listáján a 49. helyet szerezte meg, a Rolling Stone magazin Minden idők 500 legjobb albuma listáján pedig a 163. lett. 2008-ban bekerült a Grammy Hall of Fame-be. Szerepel az 1001 lemez, amit hallanod kell, mielőtt meghalsz című könyvben.

## Kompozíció
A "1999" az album első kislemeze volt és a 44. helyig jutott a Billboard Hot 100-on. A "Little Red Corvette" sikerességét (Billboard Hot 100: 6., Prince halála után: 3.) követően újra kiadták. Lisa Coleman elmondta, hogy Prince a "Little Red Corvette"-et az után írta meg, hogy elaludt Coleman pink Mercury Montclair Marauder autójában. Miután újra kiadták a "1999"-t, a 12. helyet érte el és Prince egyik legismertebb dala lett. Mind a "1999", mind a "Little Red Corvette" videóklipjei az első klipek között voltak, amelyeket fekete előadó készített és gyakran játszották az MTV-n. A "Delirious" 8. helyig jutott az Egyesült Államokban, míg a "Let's Pretend We're Married" 52-ig jutott.
Miközben a "Little Red Corvette" segített Prince-nek, hogy a rock zenébe is betörjön, a 1999-on szereplő dalok nagy része még mindig az erősen funk-befolyásolt és szintetizátorokon alapuló Prince-zene. Fontos album Prince diszkográfiáján belül, mert több, különböző témát is felsorakoztat és már nem csak kifejezetten a szexuális tematika, mint korábbi zenéjében. Az "Automatic" közel 10 perc hosszú volt, és a videóklipjét (amelyben Prince meg van kötözve és együttesének tagjai, Lisa Coleman és Jill Jones ostorozzák) túl szexuálisnak tekintette az MTV.
1984-ben Prince megkapta első Grammy-jelölését az "International Lover" dalért a "Legjobb Férfi R&B Vokális Teljesítmény" kategóriában.

## Kiadás
A 1999 1982. október 27-én jelent meg, Prince ötödik albumaként. A 1999 volt az első top 10-es albuma a Billboard 200-on, a kilencedik hellyel. Ötödik volt a Billboard év végi albumlistáján 1983-ban. 2016-ban, Prince halála után újra megjelent a Billboard 200-on és hetedik helyig jutott, megelőzve a 33 évvel korábban beállított pozícióját. A legjobb tíz pozíció egyikén volt Új-Zélandban is.

### Remastered, Deluxe és Super Deluxe
Az albumot újra kiadták 2019. november 29-én Remastered, Deluxe és Super Deluxe verziókként. A Super Deluxe kiadás hat CD-ből áll, amelyeken korábban meg nem jelent dalok szerepelnek és 5 óra 33 perc hosszú. A legjobb 20 pozíciók egyikét érte el Belgiumban, Hollandiában és Magyarországon.

## Számlista

### Eredeti album
Az összes dal szerzője Prince. 
|     | Cím                                       | Hossz |
| --- | ----------------------------------------- | ----- |
| 1.  | 1999                                      | 6:15  |
| 2.  | Little Red Corvette                       | 5:03  |
| 3.  | Delirious                                 | 4:00  |
| 4.  | Let's Pretend We're Married               | 7:21  |
| 5.  | D.M.S.R.                                  | 8:17  |
| 6.  | Automatic                                 | 9:28  |
| 7.  | Something in the Water (Does Not Compute) | 4:02  |
| 8.  | Free                                      | 5:08  |
| 9.  | Lady Cab Driver                           | 8:19  |
| 10. | All the Critics Love U in New York        | 5:59  |
| 11. | International Lover                       | 6:37  |

#### Alternatív formátumok
- Az album eredetileg duplalemezként jelent meg, valamely országokban egyetlen lemezként jelent meg és nem tartalmazta a "D.M.S.R."-t, az "Automatic"-ot, az "All the Critics..."-et és az "International Lover"-t.
- Az eredeti CD verzión szintén nem szerepelt a "D.M.S.R." , amely meg van említve a CD hátulján "Annak érdekében, hogy a 1999-t CD-ként kiadhassuk, a DMSR-t eltávolítottuk az eredeti, LP verzióból". Az 1990-es CD verzión már szerepelt a "D.M.S.R."
- A kazetta kiadáson a "Free" a "D.M.S.R." után szerepelt, amellyel hasonló hosszúságot adott a lemez két oldalának.

### Remaster, Deluxe, Super Deluxe
A Remastered az eredeti album újradolgozott verzióit tartalmazza. A Deluxe az eredeti album remaster verzióit és a második lemezt tartalmazza, míg a Super Deluxe mind a hat lemezt tartalmazza.
| 1.  | 1999                                      | 6:14 |
| 2.  | Little Red Corvette                       | 5:04 |
| 3.  | Delirious                                 | 4:00 |
| 4.  | Let's Pretend We're Married               | 7:20 |
| 5.  | D.M.S.R.                                  | 8:18 |
| 6.  | Automatic                                 | 9:26 |
| 7.  | Something in the Water (Does Not Compute) | 4:02 |
| 8.  | Free                                      | 5:07 |
| 9.  | Lady Cab Driver                           | 8:17 |
| 10. | All the Critics Love U in New York        | 5:58 |
| 11. | International Lover                       | 6:38 |

| 1.  | 1999 (7" Stereo Edit)                                     | 3:37 |
| 2.  | 1999 (7" Mono Promo-Only Edit)                            | 3:35 |
| 3.  | Free (Promo-Only Edit)                                    | 4:36 |
| 4.  | How Come U Don't Call Me Anymore? ("1999" B-Side)         | 3:55 |
| 5.  | Little Red Corvette (7" Edit)                             | 3:08 |
| 6.  | All The Critics Love U In New York (7" Edit)              | 3:16 |
| 7.  | Lady Cab Driver (7" Edit)                                 | 5:06 |
| 8.  | Little Red Corvette (Dance Remix Promo-Only Edit)         | 4:34 |
| 9.  | Little Red Corvette (Special Dance Mix)                   | 8:31 |
| 10. | Delirious (7" Edit)                                       | 2:39 |
| 11. | Horny Toad ("Delirious" B-Side)                           | 2:13 |
| 12. | Automatic (7" Edit)                                       | 3:40 |
| 13. | Automatic (Video Version)                                 | 8:21 |
| 14. | Let's Pretend We're Married (7" Edit)                     | 3:45 |
| 15. | Let's Pretend We're Married (7" Mono Promo-Only Edit)     | 3:44 |
| 16. | Irresistible Bitch ("Let's Pretend We're Married" B-Side) | 4:14 |
| 17. | Let's Pretend We're Married (Video Version)               | 4:03 |
| 18. | D.M.S.R. (Edit)                                           | 5:06 |

| 1.  | Feel U Up                                                    | 6:42 |
| 2.  | Irresistible Bitch                                           | 4:39 |
| 3.  | Money Don't Grow on Trees                                    | 4:19 |
| 4.  | Vagina                                                       | 3:28 |
| 5.  | Rearrange                                                    | 6:11 |
| 6.  | Bold Generation                                              | 5:54 |
| 7.  | Colleen                                                      | 5:30 |
| 8.  | International Lover (Take 1, Live in Studio)                 | 7:20 |
| 9.  | Turn It Up                                                   | 5:23 |
| 10. | You're All I Want                                            | 3:00 |
| 11. | Something in the Water (Does Not Compute) (Original Version) | 4:00 |
| 12. | If It'll Make U Happy                                        | 4:12 |
| 13. | How Come U Don't Call Me Anymore? (Take 2, Live in Studio)   | 6:11 |

| 1.  | Possessed (1982 Version)                                                         | 8:47  |
| 2.  | Delirious (Full-Length)                                                          | 6:00  |
| 3.  | Purple Music                                                                     | 10:58 |
| 4.  | Yah, You Know                                                                    | 3:11  |
| 5.  | Moonbeam Levels (korábban megjelent: 4Ever (2016) válogatásalbumon)              | 4:23  |
| 6.  | No Call U                                                                        | 4:30  |
| 7.  | Can't Stop This Feeling I Got                                                    | 2:40  |
| 8.  | Do Yourself a Favor (dalszerző: Pepé Willie és Jesse Johnson)                    | 9:01  |
| 9.  | Don't Let Him Fool Ya                                                            | 4:35  |
| 10. | Teacher, Teacher                                                                 | 3:37  |
| 11. | Lady Cab Driver / I Wanna Be Your Lover / Head / Little Red Corvette (Tour Demo) | 7:00  |

| 1.  | Controversy                       | 5:41  |
| 2.  | Let's Work                        | 5:27  |
| 3.  | Little Red Corvette               | 4:18  |
| 4.  | Do Me, Baby                       | 7:18  |
| 5.  | Head                              | 4:13  |
| 6.  | Uptown                            | 2:55  |
| 7.  | Interlude                         | 2:15  |
| 8.  | How Come U Don't Call Me Anymore? | 7:03  |
| 9.  | Automatic                         | 7:02  |
| 10. | International Lover               | 8:41  |
| 11. | 1999                              | 10:25 |
| 12. | D.M.S.R.                          | 8:03  |

| 1.  | Controversy                       |  |
| 2.  | Let's Work                        |  |
| 3.  | Do Me, Baby                       |  |
| 4.  | D.M.S.R.                          |  |
| 5.  | Interlude                         |  |
| 6.  | Piano Improvisation               |  |
| 7.  | How Come U Don't Call Me Anymore? |  |
| 8.  | Lady Cab Driver                   |  |
| 9.  | Automatic                         |  |
| 10. | International Lover               |  |
| 11. | 1999                              |  |
| 12. | Head                              |  |

## Kislemezek
| Kislemez                      | B-oldal                                     | Slágerlista | Slágerlista | Slágerlista |
| Kislemez                      | B-oldal                                     | US          | US R&B      | UK          |
| ----------------------------- | ------------------------------------------- | ----------- | ----------- | ----------- |
| "1999"                        | "How Come U Don't Call Me Anymore?"         | 12          | 4           | 25          |
| "Little Red Corvette"         | "All the Critics Love U in New York"        | 6           | 15          | 54          |
| "Delirious"                   | "Horny Toad"                                | 8           | 18          | –           |
| "Automatic" (Ausztráliában)   | "Something in the Water (Does Not Compute)" | –           | –           | –           |
| "Let's Pretend We're Married" | "Irresistible Bitch"                        | 52          | 55          | –           |

## Közreműködők
- Dez Dickerson – ének (1999 és Little Red Corvette), gitárszólók a Little Red Corvette-en
- Wendy Melvoin – háttérének a Free-n
- Lisa Coleman – ének (1999 és Little Red Corvette), háttérének (Delirous, D.M.S.R., Automatic és Free), taps a D.M.S.R.-n
- J.J. – ének a 1999-on, háttérének (Automatic, Free és Lady Cab Driver)
- Vanity – háttérének a Freen
- Jamie, Carol, Peggy, Brown Mark, Poochie és "the Count" – háttérének és taps a D.M.S.R.-n
- Prince – minden további ének és hangszer

## Slágerlisták
| Slágerlista (1982)                    | Legmagasabb pozíció |
| ------------------------------------- | ------------------- |
| Ausztrál Albumok (Kent Music Report)  | 35                  |
| Canada Top Albums/CDs (RPM)           | 23                  |
| Holland Albumok (Album Top 100)       | 45                  |
| Új-zélandi Albumok (RMNZ)             | 6                   |
| UK Albums (OCC)                       | 30                  |
| US Billboard 200                      | 9                   |
| US Top R&B/Hip-Hop Albums (Billboard) | 4                   |
| Slágerlista (2016)                    | Legmagasabb pozíció |
| Svájci Albumok (Schweizer Hitparade)  | 51                  |
| UK Albums (OCC)                       | 28                  |
| US Billboard 200                      | 7                   |

| Slágerlista (2019)                 | Legmagasabb pozíció |
| ---------------------------------- | ------------------- |
| Belga Albumok (Ultratop Flanders)  | 12                  |
| Holland Albumok (Album Top 100)    | 15                  |
| Német Albumok (Offizielle Top 100) | 37                  |
| Magyar Albumok (MAHASZ)            | 13                  |
| Portugál Albumok (AFP)             | 39                  |
| Osztrák Albumok (Ö3 Austria)       | 72                  |

| Slágerlista (1983) | Pozíció |
| ------------------ | ------- |
| US Billboard 200   | 5       |
| Slágerlista (1984) | Pozíció |
| US Billboard 200   | 22      |

## Minősítések
| Régió                    | Minősítések | Példányszám | For.   |
| ------------------------ | ----------- | ----------- | ------ |
| Kanada (Music Canada)    | Arany       | 50,000      | [ 36 ] |
| Új-Zéland (RMNZ)         | Arany       | 7,500       | [ 37 ] |
| Egyesült Királyság (BPI) | Platina     | 300,000     |        |
| Egyesült Államok (RIAA)  | 4× Platina  | 4,000,000   | [ 38 ] |

## Fordítás
- Ez a szócikk részben vagy egészben a 1999 (Prince album) című angol Wikipédia-szócikk ezen változatának fordításán alapul.  Az eredeti cikk szerkesztőit annak laptörténete sorolja fel. Ez a jelzés csupán a megfogalmazás eredetét és a szerzői jogokat jelzi, nem szolgál a cikkben szereplő információk forrásmegjelöléseként.